# 宮舘
宮舘（みやだて）は、青森県弘前市の地名。郵便番号は036-8384。

## 地理
西から北にかけて中別所、北東は高杉、東から南にかけて富栄、南西は折笠に接する。

### 小字
小字として名喰・比内沢・房崎・宮川・宮舘沢がある。

## 沿革
- 1889年（明治22年） - 船沢村の一部。
- 1891年（明治24年） - 当時の記録では人口307、戸数35、厩5であった。
- 1955年（昭和30年） - 弘前市に所属、弘前市の大字になる。

## 世帯数と人口
2017年（平成29年）6月1日現在の世帯数と人口は以下の通りである。
| 大字             | 世帯数 | 人口  |
| ---------------- | ------ | ----- |
| 宮舘（小字全域） | 73世帯 | 225人 |

## 施設

### 工業
- 佐藤建設
- 小松整備工場

### 消防
- 弘前市消防団船沢地区団第四分団

### 名勝
- 瑞楽園

### 公共
- 宮舘町民会館
- 弘前市宮舘児童館

## 小・中学校の学区
市立小・中学校に通う場合、学区は以下の通りとなる。
| 大字 | 番地 | 小学校             | 中学校             |
| ---- | ---- | ------------------ | ------------------ |
| 宮舘 | 全域 | 弘前市立船沢小学校 | 弘前市立船沢中学校 |

## 交通
- 弘南バス

宮舘（弘前バスターミナル - 船沢・船沢 - 聖愛高校線）停留所。